# Agnes von Arnsberg
Agnes von Arnsberg (auch Agnes zu Meschede) (* um 1236; † 7. April 1306) war die letzte Äbtissin des Damenstifts Meschede. Sie war auch Äbtissin von Stift Oedingen.

## Leben
Agnes war eine Tochter von Gottfried III. Graf von Arnsberg und dessen Ehefrau Adelheid von Blieskastel.
Sie lenkte die Geschicke des Damenstifts Meschede mehr als 50 Jahre lang von 1255 bis 1306. Aus ihrer Herrschaftszeit existiert eine Reihe von Urkunden. Im Jahr 1265 schenkte sie dem Kloster Benninghausen die Güter zu Stederdorp. Dies war die älteste urkundliche Erwähnung des Dorfes Stirpe bei Erwitte. Im Jahr 1267 wandelte sie die Ministerialgüter des Ritters Florin von Banen in Lehnsgüter um. Unter den Urkunden war 1268 auch der Erwerb des Gutshofes, aus dem später Schloss Laer hervorging. Auch ein Gut in der Druvethe wurde von ihr erworben. Dieser Drüer Hof lag dort, wo heute Heinrichsthal liegt.
Nach ihrem Tod kam es auf Veranlassung von Erzbischof Heinrich von Köln – unter anderem wegen angeblicher Tendenzen zur Verweltlichung – nicht zur Neuwahl einer Äbtissin. Stattdessen wurde ihrem Bruder, dem Domherren Johannes von Arnsberg, die Einrichtung zur Administration übertragen. Einige Jahre später wurde das seit dem 9. Jahrhundert bestehende Damenstift aufgelöst und in ein Stift für männliche Kanoniker umgewandelt.